# セルウィウス・スルピキウス・カメリヌス・コルヌトゥス
セルウィウス・スルピキウス・カメリヌス・コルヌトゥス（ラテン語: Servius Sulpicius Camerinus Cornutus、生年不詳 - 紀元前463年）は共和政ローマ初期の政治家・軍人。紀元前500年に執政官（コンスル）を務めた。

## 経歴
紀元前500年にマニウス・トゥッリウス・ロングスと共に執政官に就任。ティトゥス・リウィウスはこの年に特筆すべき事項は起きなかったとするが、ハリカルナッソスのディオニュシオスはこの年フィデナエとの戦争を記録しており、カメリヌスが復位を狙う最後のローマ王タルクィニウス・スペルブスの陰謀を防いだとする。同僚執政官のロングスは任期中に死去したが、補充執政官は選出されずカメリヌスが単独で執政官業務を務めた。
カメリヌスはパトリキ（貴族）であるスルピキウス氏族の出身であるが、執政官となったのはカメリヌスが最初である。カメリヌスというコグノーメン（第三名、家族名）はラティウムの都市であるカメリウムに由来すると思われる。紀元前490年の執政官クィントゥス・スルピキウス・カメリヌス・コルヌトゥスは息子と思われる。彼はまた古代の資料にクリオ・マクシムス（en、市民単位である「クリア」の祭司長）として確認できる最初の人物で、紀元前463年にその職を務めていた彼が疫病で死亡している。